# Alsterstjärnarna
Alsterstjärnarna är en sjö i Filipstads kommun i Värmland och ingår i Göta älvs huvudavrinningsområde. Alsterstjärnarna ligger i Brattforsheden Natura 2000-område.